# Ахилл Александрийский
Епископ Ахилл (Ахилла, греч. Αχιλλάς; ум. 13 июня 312/313) — епископ Александрийский.

## Биография
Был рукоположен в священнический сан совместно с Пиерием при епископе Александрийском Феоне, возглавлял Александрийское огласительное училище и приобрёл известность подвижнической жизнью.
В 311 году, после мученической кончины епископа Александрийского Петра, избран его преемником.
Восстановил в священническом сане Ария, отлучённого от Церкви епископа Петром, хотя и не разделял его взглядов. Ахилл был также противником мелитианства.
О продолжительности пребывания Ахилла на кафедре данные источников противоречивы.
Скончался 13 июня 312 или 313 года.
Причислен к лику святых. Византийские календари отмечают его память 3 июня. В Католической церкви память отмечается 7 ноября.